# 棠陰比事
『棠陰比事』（とういんひじ）は、南宋の桂万栄が編纂した裁判実話集。巻数は刊本によって異なる。

## 概要
戦国時代から宋代に至る古今の名裁判の公案（判例）144件が2話ずつ対比され、合計72組が収められている。自序によると、桂万栄が建康の司理参軍（獄の審理官）在任中だった時期、南宋の嘉定4年（1211年）に編纂を終えたとある。
刊本は多く異同もあるが、その系統を大きく分けて宋版系、元版系、明版系に分類される。和刻諸本は元版系の朝鮮活字本が元になっている。中国では、明の景泰年間に呉訥（ごとつ）が加除再編したものが流布している。

## 江戸文学への影響
『棠陰比事』は鎌倉時代に朝鮮を経由して日本に伝来したとされ、書写や注釈などが行われた。とりわけ受容史上において重要とされるのが、江戸時代初期に林羅山が訓点を施した『棠陰比事諺解』である。これは紀州藩の体制整備の必要に迫られた徳川頼宣の依頼で作成されたもので、判例記録を漢学的知識で的確に訳しながら、原文や参考文献における脱落などの不明瞭な箇所についても考証し、より多くの事案解決策を提示することによって、高い専門性を有する実用的な注釈書となっている。
その後、羅山の門下生が『棠陰比事諺解』を伝写したことで、次第に世間に広まった。慶安2年（1649年）安田十兵衛開板の仮名書きの『棠陰比事物語』が、寛文年間には絵入和訳本が刊行されている。元禄年間には羅山の『棠陰比事諺解』に従った須原屋伊八板の『棠陰比事』3巻によって、広く流布するようになった。なお、林羅山旧所蔵の抄本は内閣文庫に収蔵されている。
包拯の故事を集めた小説集『包公案』とともに、『棠陰比事』は多くの作品に受容された。例えば井原西鶴『本朝桜陰比事』の冒頭の文言「それ大唐の花は、甘棠の陰に」は、『棠陰比事』のことを示しているとされるが、羅山の『棠陰比事諺解』の影響も見られるほか、『板倉政要』を媒介としている可能性もある。『板倉政要』の影響については、『鎌倉比事』や『本朝藤陰比事』などにも見られる。これらのほか、曲亭馬琴『青砥藤綱摸稜案』や大岡政談などにも、『棠陰比事』は影響を与えた。

## 日本語訳書
- 駒田信二 他訳『剪灯新話・余話 西湖佳話（抄） 棠陰比事』、1969年、平凡社〈中国古典文学大系39〉。ISBN 978-4582312393。
  - 底本は寛永板三巻本[注釈 7]及び須原屋伊八刊本で、いずれも元刊朝鮮活字本系の翻刻。
- 駒田信二 訳『棠陰比事』 1985年、岩波文庫。ISBN 9784003203415。
  - 平凡社版の誤謬訂正、微加筆。